# Discomorpha variegata
Discomorpha variegata es una especie de insecto coleóptero de la familia Chrysomelidae.
Fue descrita científicamente en 1758 por Carolus Linnaeus.

## Descripción
Pronoto de color rojo sangre, con el disco que presenta dos grandes manchas redondas negro metálico o dos manchas alargadas que se extienden desde el tercio basal del disco hasta el margen anterior del mismo. El margen explanado de los élitros es rojo sangre con dos o tres bandas transversales negras y anchas. 

## Distribución geográfica
Guayana Francesa, Guyana y Surinam.